# Ipu (microregio)
Ipu is een van de 33 microregio's van de Braziliaanse deelstaat Ceará. Zij ligt in de mesoregio Noroeste Cearense en grenst aan de deelstaat Piauí in het westen, de mesoregio Sertões Cearenses in het zuiden en zuidoosten en de microregio's Santa Quitéria in het noordoosten, Sobral in het noorden en Ibiapaba in het noordwesten. De microregio heeft een oppervlakte van ca. 4218 km². Midden 2004 werd het inwoneraantal geschat op 142.374.
Zes gemeenten behoren tot deze microregio:
- Ipu
- Ipueiras
- Pires Ferreira
- Poranga
- Reriutaba
- Varjota

Mesoregio's: Centro-Sul Cearense · Jaguaribe · Metropolitana de Fortaleza · Noroeste Cearense · Norte Cearense · Sertões Cearenses · Sul Cearense

Microregio's: Baixo Curu · Baixo Jaguaribe · Barro · Baturité · Brejo Santo · Canindé · Cariri · Caririaçu · Cascavel · Chapada do Araripe · Chorozinho · Coreaú · Fortaleza · Ibiapaba · Iguatu · Ipu · Itapipoca · Lavras da Mangabeira · Litoral de Aracati · Litoral de Camocim e Acaraú · Médio Curu · Médio Jaguaribe · Meruoca · Pacajus · Santa Quitéria · Serra do Pereiro · Sertão de Crateús · Sertão de Inhamuns · Sertão de Quixeramobim · Sertão de Senador Pompeu · Sobral · Uruburetama · Várzea Alegre